# Atlantski losos
Atlantski losos, (znanstveno ime Salmo salar), imenovan tudi samo losos, je riba iz družine Salmonidae (postrvi). Njen življenjski prostor so severni Atlantski ocean in reke, ki tečejo vanj (z ozemlja Severne Amerike, Evrope, Grenlandije in Islandije), poleg tega pa se je zaradi človekovih posegov razširil tudi po severnem Pacifiku. Večina atlantskih lososov sledi anadromnemu ribjemu migracijskemu vzorcu, saj največji del hranilnega in rastnega življenja preživijo v slani vodi, odrasle ribe pa se za razmnoževanje vračajo v sladkovodne vodotoke. Je komercialno zanimiva riba, saj jo za namene prehrane vzgajajo v ribogojnicah po vsem svetu, priljubljen pa je tudi športni ribolov na vrsto v naravnem okolju.

## Anatomija
Losos je relativno velik salmonid, saj povprečni odrasli primerki v dolžino merijo 71 do 76 cm in tehtajo med 3,6 in 5,4 kg. Največji izmerjeni primerki so merili okoli 153 cm in so tehtali 45 kg. Mlad losos je obarvan drugače kot odrasla riba. Ko živi v sladki vodi, ima značilne modre in rdeče pike, med odraščanjem v morju dobi srebrnkasto-moder sijaj. Ko popolnoma odraste, ga najlažje prepoznamo po črnih pikah nad bočno linijo, medtem ko repna plavut običajno ostane brez pik. V razmnoževalnem obdobju samec postane rahlo rdečkast ali zelenkast. Lososovo telo je vretenaste oblike. Zobje so dobro razviti. Vse plavuti, razen maščobne, so črno obrobljene. 

## Razvojne stopnje in življenjski prostor
Večina atlantskih lososov sledi anadromnemu ribjemu migracijskemu vzorcu, saj največji del hranilnega in rastnega življenja preživijo v slani vodi, odrasle ribe pa se za razmnoževanje vračajo v sladkovodne vodotoke, kjer ležejo ikre in kjer nato mladice preživijo nekaj razvojnih faz. Sladkovodna faza traja od enega do osem let in se daljša v odvisnosti od naraščajoče severne lege posameznega vodotoka. 
Po odhodu v morje preživijo od enega do štirih let hitre rasti, nakar se nehajo prehranjevati in preko ovir navzgor ob toku vodotokov vrnejo v reke, na kraje za razmnoževanje, običajno tja, kjer so se izlegle. Po izleganju iker atlantski losos za razliko od pacifiškega ne pogine, temveč si lahko opomore in razmnoževalni cikel ponovi večkrat, čeprav večina primerkov zaradi hudih telesnih obremenitev v svojem življenju običajno izvede le enega ali dva cikla.
Atlantski losos ne zahteva slane vode – na severni polobli obstaja vrsta primerov izoliranih sladkovodnih populacij.

## Komercialno izkoriščanje
V svojih razmnoževalnih vodotokih velja atlantski losos za cenjeno ribo pri rekreativnem ribolovu. Pri svojem razmnoževalnem ciklu, ki poteka vsako leto ob približno enakem času, ga najpogosteje lovijo s tehniko muharjenja. V preteklosti je bila riba pomembna za komercialni ribolov in spremljajočo prehrambeno industrijo; toda zaradi prekomernega ribarjenja in uničevanja naravnega okolja je gospodarski ribolov v naravi živeče populacije praktično mrtev in divji primerki predstavljajo le še 0,5% tržno dostopnega atlantskega lososa. Ostalo je vzgojeno v ribogojnicah, zlasti na Norveškem, v Čilu, Kanadi, Združenem kraljestvu, Irskem, Ferskih otokih, Rusiji ter Tasmaniji in Avstraliji. Ribiške družine, zlasti z Islandije in iz Skandinavije, se tudi pridružujejo Severnoameriškemu skladu za lososa in skupaj odkupujejo kvote za odlov in s tem ohranjajo populacijo atlantskega lososa v divjini.